# Liste der denkmalgeschützten Objekte in Friesach-Zeltschach
Die Liste der denkmalgeschützten Objekte in Friesach-Zeltschach enthält jene 3 denkmalgeschützten, unbeweglichen Objekte der Stadt Friesach, die auf dem Gebiet der Katastralgemeinde Zeltschach liegen. Diese Liste umfasst daher neben der Ortschaft Zeltschach auch Gaisberg.

## Denkmäler
| Foto |                 | Denkmal                                                                     | Standort                                  | Beschreibung | Metadaten |
| ---- | --------------- | --------------------------------------------------------------------------- | ----------------------------------------- | --- | --- |
| ja   | Datei hochladen | Kath. Pfarrkirche hl. Georg und Friedhof HERIS-ID: 57691 Objekt-ID: 67957   | Gaisberg Standort KG: Zeltschach          | Die romanische Kirche wurde im frühen 15. Jahrhundert um den 5/8-Chorschluss erweitert. Aus jener Zeit stammen auch die Glasmalereien am südlichen Chorfenster. An der Chornordwand verblasste Wandmalereien. Die Einrichtung stammt aus verschiedenen Epochen: von spätgotischen Figuren bis zu einem Hochaltarbild (hl. Georg) aus dem frühen 20. Jahrhundert. | BDA-Hist.: Q2082631 Status: § 2a Stand der BDA-Liste: 2025-06-30 Name: Kath. Pfarrkirche hl. Georg und Friedhof GstNr.: .168 Pfarrkirche Gaisberg Friesach |
| ja   | Datei hochladen | Pfarrhof HERIS-ID: 55224 Objekt-ID: 63793                                   | Zeltschach 8 Standort KG: Zeltschach      | Der Pfarrhof ist ein im Kern wahrscheinlich mittelalterlicher Bau. Außen an der Ostwand ist ein bemerkenswerter spätgotischer Baumeistergrabstein für einen Meister Peter mit Leidenswerkzeugen Christi und Meisterzeichen in Flachrelief eingemauert. | BDA-Hist.: Q38064135 Status: § 2a Stand der BDA-Liste: 2025-06-30 Name: Pfarrhof GstNr.: .122 Pfarrhof Zeltschach                                          |
| ja   | Datei hochladen | Kath. Pfarrkirche hl. Andreas und Friedhof HERIS-ID: 55225 Objekt-ID: 63794 | bei Zeltschach 10 Standort KG: Zeltschach | Die stattliche Kirche besteht aus einem romanischen Turm (12. Jahrhundert) sowie gotischem Chor und Langhaus mit abgetreppten Strebepfeilern und Netzrippengewölbe mit reliefierten Kapitellen und Schlusssteinen (15. Jahrhundert). Zur Einrichtung gehören drei Rokokoaltäre und acht Konsolfiguren an den Wänden.                                             | BDA-Hist.: Q1490558 Status: § 2a Stand der BDA-Liste: 2025-06-30 Name: Kath. Pfarrkirche hl. Andreas und Friedhof GstNr.: .121 Pfarrkirche Zeltschach      |